# بانگا (پریبوی)
بانگا (به صربی: Banja) یک منطقهٔ مسکونی در صربستان است که در پریبوی واقع شده‌است. بانگا ۲٬۱۶۳ نفر جمعیت دارد.